# Inna (album Ani Szarmach)
Inna – drugi album Ani Szarmach, wydany 5 lutego 2010 przez wydawnictwo Agora SA. Producentem albumu oraz autorem większości kompozycji jest Ania Szarmach. Miksem zajął się Rafał Smoleń w studiu Sound and More, oraz Jacek Gawłowski w JG Master Lab, a realizacją: Rafał Smoleń (w Sound and More), Grzegorz Jabłoński (w Woobie Doobie Studio), Robert Kubiszyn (w studiu Tokarnia) i Piotr Żaczek (w Mutru Studio). Mastering wykonał Denis Blackham w Skye Mastering. Do albumu dołączona jest książka (ISBN 978-83-7552-863-3) z tekstami utworów.
W 2011 roku album uzyskał nominację do nagrody polskiego przemysłu fonograficznego Fryderyka w kategorii „najlepszy album rap/hip-hop/reggae”.

## Spis utworów
Źródło:
| 1.  | „Sam na sam (Intro)” | 1:38  |
|     | muz. i sł. Ania Szarmach - wokal, fortepian: Ania Szarmach. |       |
| 2.  | „Ja chcę tylko śpiewać” | 4:27  |
|     | muz. i sł. Ania Szarmach - aranżacja: Ania Szarmach; - wokal: Ania Szarmach; - fortepian: Grzegorz „Jabco” Jabłoński; - gitara: Damian Kurasz; - gitara basowa: Piotr Żaczek; - perkusja, instrumenty perkusyjne: Robert Luty; - chóry: Patrycja Gola, Irena Kijewska, Małgorzata Orczyk, Daniel Wojsa, Jan Radwan, Piotr Tazbir, Paweł Hartlieb; - głos 1: Daniel Wojsa; - głos 2: Jan Radwan. |       |
| 3.  | „Dlaczego” | 3:28  |
|     | muz. i sł. Ania Szarmach - aranżacja: Ania Szarmach, Grzegorz „Jabco” Jabłoński; - wokal, chóry: Ania Szarmach; - fortepian, instrumenty klawiszowe: Grzegorz „Jabco” Jabłoński; - gitary: Damian Kurasz, Marek Napiórkowski; - wiolonczela: Anna Wróbel; - gitara basowa: Piotr Żaczek; - perkusja: Robert Luty. |       |
| 4.  | „Inna” | 2:57  |
|     | muz. i sł. Ania Szarmach - aranżacja: Ania Szarmach, Grzegorz „Jabco” Jabłoński; - wokal: Ania Szarmach; - instrumenty klawiszowe: Grzegorz „Jabco” Jabłoński; - gitara: Damian Kurasz; - gitara basowa: Piotr Żaczek; - perkusja: Robert Luty; - instrumenty perkusyjne: Tomas Celis Sanchez; - chóry: Ania Szarmach, Patrycja Gola, Irena Kijewska, Małgorzata Orczyk. |       |
| 5.  | „Twoje szczęście” | 3:37  |
|     | muz. i sł. Ania Szarmach - aranżacja: Ania Szarmach; - wokal: Ania Szarmach; - fortepian: Grzegorz „Jabco” Jabłoński; - gitara: Damian Kurasz; - gitara basowa: Piotr Żaczek; - perkusja: Robert Luty; - instrumenty perkusyjne: Tomas Celis Sanchez. |       |
| 6.  | „Tęsknota” | 4:44  |
|     | muz. i sł. Ania Szarmach - aranżacja: Ania Szarmach, Grzegorz „Jabco” Jabłoński; - wokal: Ania Szarmach; - fortepian, instrumenty klawiszowe: Grzegorz „Jabco” Jabłoński; - gitara: Damian Kurasz; - gitara basowa: Piotr Żaczek; - perkusja: Robert Luty; - skrzypce elektryczne: Adam Bałdych; - wibrafon: Dominik Bukowski; - instrumenty perkusyjne: Tomas Celis Sanchez. |       |
| 7.  | „Blame It On My Youth” | 4:57  |
|     | muz. Oscar Levant, sł. Edward Heyman - wokal: Ania Szarmach; - fortepian: Grzegorz „Jabco” Jabłoński. |       |
| 8.  | „Bossa” | 4:21  |
|     | muz. i sł. Ania Szarmach - aranżacja: Ania Szarmach; - wokal: Ania Szarmach; - fortepian: Michał Tokaj; - gitara: Marek Napiórkowski; - kontrabas: Robert Kubiszyn; - akordeon: Jan Smoczyński; - instrumenty perkusyjne: Tomas Celis Sanchez. |       |
| 9.  | „Oddychaj mną” | 4:57  |
|     | muz. i sł. Ania Szarmach - aranżacja, orkiestracja: Robert Kubiszyn; - wokal: Ania Szarmach; - fortepian: Michał Tokaj; - gitara: Marek Napiórkowski; - kontrabas: Robert Kubiszyn; - perkusja: Michał Miśkiewicz; - instrumenty perkusyjne: Tomas Celis Sanchez; - I skrzypce: Mateusz Smoczyński, Wojciech Proniewicz; - II skrzypce: Adam Roszkowski, Michał Osmycki; - altówki: Michał Zaborski, Wojciech Walczak; - wiolonczela: Anna Wróbel; - obój: Joanna Żmijewska; - fagot: Dawid Daszkiewicz. |       |
| 10. | „Kim jesteś” | 5:50  |
|     | muz. i sł. Ania Szarmach - aranżacja: Ania Szarmach; - wokal: Ania Szarmach; - gitara basowa, gitara basowa bezprogowa, instrumenty klawiszowe: Piotr Żaczek; - marimba: Dominik Bukowski; - skrzypce: Adam Bałdych; - instrumenty perkusyjne: Tomas Celis Sanchez; - chór: Patrycja Gola, Irena Kijewska, Małgorzata Orczyk, Daniel Wojsa. |       |
| 11. | „Gdzie jest Twój Bóg” | 3:55  |
|     | muz. i sł. Ania Szarmach - aranżacja: Ania Szarmach, Grzegorz „Jabco” Jabłoński; - wokal: Ania Szarmach; - fortepian, instrumenty klawiszowe: Grzegorz „Jabco” Jabłoński; - gitara basowa: Piotr Żaczek; - perkusja: Robert Luty; - instrumenty perkusyjne: Tomas Celis Sanchez; - saksofon: Henryk Miśkiewicz. |       |
| 12. | „Kołysanka” | 5:34  |
|     | muz. i sł. Ania Szarmach - aranżacja: Piotr Żaczek; - wokal, rhodes: Ania Szarmach; - gitara basowa, instrumenty klawiszowe, programowanie: Piotr Żaczek; - instrumenty perkusyjne: Tomas Celis Sanchez. |       |
| 13. | Bonus: „Wybieram Cię (Opole Version)” | 3:32  |
|     | muz. i sł. Ania Szarmach - aranżacja: Ania Szarmach, Grzegorz „Jabco” Jabłoński; - wokal: Ania Szarmach; - fortepian, instrumenty klawiszowe: Grzegorz „Jabco” Jabłoński; - gitara: Damian Kurasz; - gitara basowa: Piotr Żaczek; - perkusja: Robert Luty; - instrumenty perkusyjne: Tomas Celis Sanchez; - chór: Daniel Wojsa, Jan Radwan, Piotr Tazbir, Paweł Hartlieb. |       |
|     | | 53:57 |
|     | |       |